# Radka Nečasová
Radka Nečasová (* 1965) je bývalá manželka bývalého předsedy vlády České republiky Petra Nečase. Chrání si své soukromí a soukromí své rodiny, na veřejnosti se příliš neukazuje.

## Životopis

### Osobní život
V roce 2004 se kvůli politické kariéře manžela Petra Nečase přestěhovala spolu s rodinou z Rožnova pod Radhoštěm do 4+1 v pražských Modřanech. V roce 2012 se v mediích objevily spekulace o vztahu manžela s jeho blízkou spolupracovnicí Janou Nagyovou. V lednu 2013 Nečas potvrdil, že se svojí ženou již nežijí ve společné domácnosti, v červnu 2013 oznámil, že se rozvádí, a dne 6. srpna 2013 bylo jejich manželství, které trvalo 27 let, rozvedeno.

### Role manželky premiéra České republiky
Před plánovanými volbami do Poslanecké sněmovny 2009 o sobě tvrdila, že by roli ženy premiéra zvládla. Objevila se pouze na recepci na Pražském hradě v roce 2010. Poté se ještě dvakrát zúčastnila novoročního oběda s prezidentem republiky v Lánech (2011, 2012).

## Vzdělání
- 2006–2011: Univerzita Jana Amose Komenského Praha, obor Speciální pedagogika.[1]

## Další informace
- v roce 1997, kdy se narodila jejich dcera, nesouhlasila, aby se její manžel stal ministrem vnitra v druhé vládě Václava Klause.[5]
- nezapojila se do předvolební kampaně do Poslanecké sněmovny České republiky 2009 na rozdíl od Petry Paroubkové, která byla hvězda billboardů, mítinků, apod. Myslí si, že k tomu není důvod, když není veřejný činitel.[5]